# Hastings Ismay, 1.º Barão Ismay
Hastings Lionel Ismay, 1.º Barão Ismay KG, GCB, CH, DSO, PC, DL (21 de junho de 1887 - 17 de dezembro de 1965), apelidado de Pug, foi um político, diplomata e general do Exército Indiano Britânico, lembrado principalmente por seu papel como principal assessor militar de Winston Churchill, durante a Segunda Guerra Mundial, e por ter sido o primeiro Secretário-geral da Organização do Tratado do Atlântico Norte (OTAN), de 1952 a 1957.
Ismay nasceu em Nainital, estado de  Uttarakhand, na Índia, em 1887. Estudou no Reino Unido, na Charterhouse School e no Colégio Militar Real de Sandhurst. Depois de Sandhurst, ele se juntou ao exército indiano como oficial da 21.ª Cavalaria do Príncipe Albert Victor. Durante a Primeira Guerra Mundial, ele serviu com o Camel Corps na Somália Britânica, onde se juntou à luta britânica contra  Mohammed Abdullah Hassan (conhecido pelos britânicos como o "Mulá Louco"), líder religioso e militar do Movimento dervixe somali, que conduziu uma luta de vinte anos contra os impérios coloniais, incluindo o Britânico e o Italiano e  o Etíope. Em 1925, Ismay tornou-se secretário adjunto do Comitê de Defesa Imperial (CID). Depois de ser promovido ao posto de coronel, ele serviu como secretário militar de Lord Willingdon, vice-rei da Índia, depois retornou ao CID como vice-secretário em 1936.
Em 1º de agosto de 1938, pouco antes do início da Segunda Guerra Mundial, Ismay tornou-se secretário do Comitê e começou a planejar a guerra iminente. Em maio de 1940, quando Winston Churchill se tornou primeiro-ministro do Reino Unido, ele escolheu Ismay como seu assistente militar e oficial de gabinete. Nessa qualidade, Ismay serviu como o principal elo entre Churchill e o Comitê de Chefes de Estado-Maior. Ismay também acompanhou Churchill a muitas das conferências de guerra dos Aliados. Pelo conselho e ajuda de Ismay, "Churchill devia mais e admitia que devia mais" a ele "do que a qualquer outra pessoa, militar ou civil, durante toda a guerra".
Após o fim da guerra, Ismay permaneceu no exército por mais um ano e ajudou a reorganizar o Ministério da Defesa. Ele então se aposentou das forças armadas e serviu como  chefe de gabinete de Lord Mountbatten, na Índia, atuando na supervisão da partição do país. De 1948 a 1951, foi presidente do conselho do Festival da Grã-Bretanha, ajudando a organizar e a promover o evento. Em 1951, quando Churchill novamente se tornou Primeiro-Ministro, ele nomeou Ismay Secretário de Estado das Relações da Commonwealth. Ismay aceitou o cargo, ao qual todavia renunciou depois de seis meses, para se tornar o primeiro  Secretário Geral da OTAN, em 1952 - posição que ele teria relutado em aceitar. Já como Secretário-Geral, Ismay teria declarado que o propósito da OTAN era "manter os russos fora, os americanos dentro e os alemães embaixo" - frase que, desde então, tem sido usada como uma definição bem sintética da Aliança Atlântica.
Em dezembro de 1956, Hastings Ismay decidiu deixar a Organização. Paul-Henri Spaak foi imediatamente escolhido para sucedê-lo, mas Ismay permaneceu no cargo até maio de 1957. 
Depois de se retirar da OTAN, ele escreveu suas memórias (The Memoirs of General Lord Ismay) e se tornou membro de vários conselhos de empresas. Ainda presidiu, com o general Ian Jacob, o Comitê Ismay-Jacob, cujo relatório (Report on the Central Organisation of Defence) serviu como base para uma segunda reorganização do Ministério da Defesa do Reino Unido. Embora Ismay estivesse doente na maior parte do período de elaboração do relatório, "sua influência foi forte", e o produto final refletiu, em grande medida, as suas opiniões. Basicamente, o Relatório Ismay–Jacob recomendava um substancial fortalecimento do poder central do Ministério da Defesa Defence. Em 1964, o Parlamento implementou suas recomendações.
Lord Ismay morreu em 17 de dezembro de 1965, em sua casa, Wormington Grange, em Stanton, Gloucestershire.

## Primeiros anos
Ismay nasceu em Nainital, Índia, em 21 de junho de 1887. Seu pai, Sir Stanley Ismay, era membro do Conselho Legislativo do vice-rei e sua mãe, Beatrice Ellen, era filha de um coronel do Exército. Ismay começou seus estudos na Grã-Bretanha na Charterhouse School, e seus pais esperavam que, depois de concluir seus estudos lá, ele frequentasse Cambridge e ingressasse no serviço público.
Ismay, no entanto, "tinha um desejo furtivo de ser um soldado da cavalaria" e, depois de ter se saído mal em seus exames finais em Charterhouse, não estava qualificado para frequentar Cambridge. Como resultado, ele entrou no Royal Military College, Sandhurst, em 1904. Ismay escreveria mais tarde: "Sandhurst nunca significou tanto para mim como Charterhouse", mas ele aproveitou seu tempo na escola e estudou ao lado de muitos homens que se tornaram oficiais militares importantes, incluindo Lord Gort, Edgar Ludlow-Hewitt e Cyril Newall.

### Exército indiano
Depois de concluir o curso em Sandhurst, Ismay ficou em quarto lugar geral em seus exames e foi comissionado como segundo tenente no Exército Indiano. Ismay foi então convocado ao Regimento Gloucestershire do Exército Britânico em Ambala, onde serviu um estágio obrigatório de um ano. Depois de deixar o regimento, Ismay não encontrou imediatamente um lugar na cavalaria indiana, por isso passou nove meses variando entre posições com várias unidades britânicas e indianas.
Em 1907, Ismay encontrou uma posição permanente na cavalaria indiana, ingressando na 21.ª Cavalaria do Príncipe Albert Victor, sede em Risalpur. Ismay aproveitou bastante o tempo que passou com o regimento, descrevendo-o como "bem-aventurado". Em 1908, ele viu sua primeira ação com o regimento, quando foi enviado ao Afeganistão, perseguindo invasores de Mohmand que haviam tomado várias mulheres hindus como reféns. Imediatamente após o regimento de Ismay ter retornado da ação, ele foi hospitalizado em Peshawar devido a insolação, mas se recuperou rapidamente e, junto com o restante de seu regimento, recebeu a Medalha do Serviço Geral da Índia.
Em 1910, após uma reorganização do exército indiano, o regimento de Ismay mudou-se de Risalpur para Jhelum, mais longe da fronteira. Pouco tempo depois, Ismay foi nomeado ajudante de seu regimento, cargo que ocupou por quatro anos, durante os quais também leu vorazmente e desenvolveu uma grande admiração por Winston Churchill, a quem procurava imitar.

## Somalilândia
No início de 1914, pouco antes do término da nomeação de Ismay como coadjuvante, ele conheceu C.A.L. Howard, outro oficial britânico que servia na Índia, que lhe contou sobre uma oportunidade de servir com os rifles africanos do rei na Somalilândia britânica. Ismay decidiu que esse era "exatamente o tipo de trabalho que ele queria" e se candidatou imediatamente. Devido à sua reputação "como um oficial completo e confiável de bom senso", Ismay foi nomeado segundo no comando do Somaliland Camel Corps, uma unidade de cavalaria liderada por Thomas Cubitt.

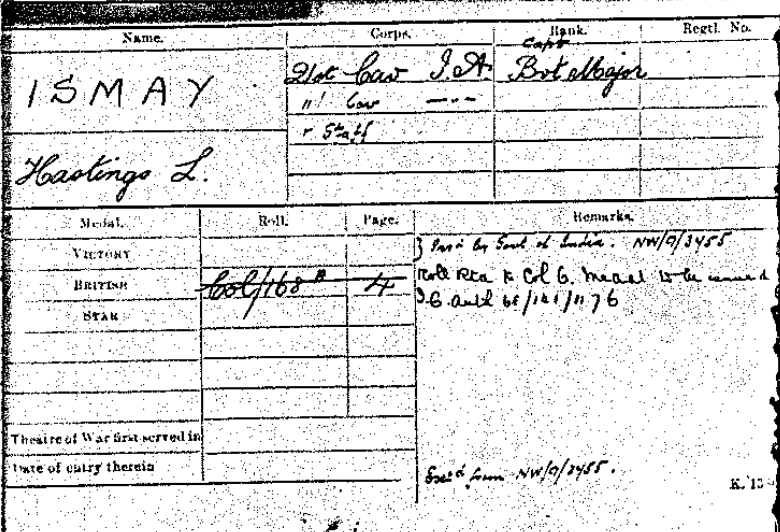
Cartão de medalha mostrando o direito de Ismay à medalha de guerra britânica.

Ismay deixou a Índia para a Somalilândia no final de julho de 1914 e chegou em 9 de agosto, logo após o início da Primeira Guerra Mundial na Europa. Como outros oficiais da Somalilândia, Ismay estava "infeliz por ficar de fora da grande guerra" e pediu repetidamente uma transferência para a frente européia. No final, porém, os superiores de Ismay decidiram que ele era "tão indispensável que, apesar de seu desejo de agir na Europa, ele ficou na Somalilândia até 1920".
Na Somalilândia, o Camel Corps e outros soldados britânicos receberam ordens de subjugar um levante de Mohammed Abdullah Hassan, que os britânicos chamavam de "Mulá Louco". O comandante de Ismay, Thomas Cubitt, estava determinado a encerrar a rebelião com força e rapidez; assim, em 17 de novembro de 1914, lançou um grande ataque contra a fortaleza de Hassan em Shimber Berris. No ataque, Ismay lutou estreitamente ao lado de Adrian Carton de Wiart, mais tarde um importante oficial britânico nas duas guerras mundiais. Pouco depois do ataque a Shimber Berris, no entanto, o Camel Corps recebeu ordens de Londres "proibindo todas as operações ofensivas na Somalilândia", devido aos infortúnios do Exército em outros lugares. Como resultado dessa ordem, as operações britânicas foram limitadas durante a Primeira Guerra Mundial, e a unidade de Ismay não realizou mais grandes ofensivas.
Apesar da atividade britânica limitada, algumas operações combinadas com o esforço das forças locais levaram a "um enfraquecimento drástico" das forças de Hassan em 1918. Assim, após o armistício encerrar a Primeira Guerra Mundial, o governo enviou o major-general Arthur Hoskins para assumir o controle das forças na Somalilândia e derrotar Hassan conclusivamente em batalha. Depois que Hoskins chegou, seu plano inicial para lidar com Hassan se concentrou no uso da recém-formada Royal Air Force, então Ismay e o Camel Corps foram enviados para um papel menor. Os planos de Hoskins, no entanto, foram considerados "supervalorizados e muito caros", de modo que foram arquivados durante a maior parte de 1918 e 1919.
Em outubro de 1919, os planos para a operação de Hoskins foram finalmente aprovados, e em 21 de janeiro de 1920, o ataque contra Hassan começou. Depois de vários dias de bombardeio, Ismay recebeu ordens de liderar um ataque do Corpo de Camelos contra a fortaleza de Hassan em Jid Ali. Em 27 January, as forças de Ismay tentaram o ataque pela primeira vez e foram repelidas por forte resistência. Naquela noite, no entanto, Hassan e suas forças fugiram de Jid Ali para se refugiar no campo. Ismay foi designado para rastrear e capturar Hassan, mas ele "não tinha ideia de onde estava" e foi forçado a iniciar uma grande pesquisa. Ismay perseguiu Hassan por quase duas semanas e conseguiu capturar muitos membros de sua família e pessoas próximas a ele, incluindo sete de seus filhos. No entanto, o próprio Hassan conseguiu fugir de Ismay e, em 12 de fevereiro, o esforço para capturá-lo foi cancelado. Embora Hassan nunca tenha sido capturado, ele morreu em dezembro de 1920 de influenza. Por seu serviço no esforço contra Hassan, Ismay recebeu a Ordem de Serviço Distinto e foi mencionado duas vezes nos despachos.

## Anos entre guerras
Em abril de 1920, Ismay deixou a Somalilândia e partiu para a Inglaterra. No caminho, ele recebeu a notícia de que havia sido indicado para um lugar no Staff College do Exército Indiano, em Quetta. Deprimido pela perda de vidas e destruição da Primeira Guerra Mundial, Ismay recusou a indicação e "estava pensando seriamente em renunciar à sua comissão" no Exército. Depois de chegar a Londres, Ismay recebeu doze meses de licença médica e decidiu permanecer no exército. Ele então tentou recuperar seu lugar no Staff College, mas foi informado que ele já havia sido concedido a outra pessoa.

### Casamento e serviço na Índia
Enquanto estava de licença médica, Ismay conheceu Laura Kathleen Clegg, por quem ele se apaixonou rapidamente. Os dois estavam noivos apenas três semanas após a reunião. Depois de quatro meses, no entanto, Ismay foi proclamado apto para o serviço, apesar dos oito meses restantes de licença, e mandado de volta à Índia, onde voltou ao seu antigo regimento. Seu tempo na Índia foi relativamente calmo, pois "não houve brigas sérias" na área de seu regimento na época. Em fevereiro de 1921, Ismay fez o exame de qualificação para o Staff College em Rawalpindi e passou, ganhando uma vaga para o próximo ano.
Em abril, Ismay voltou a Londres de licença e casou-se com Clegg, com quem teve três filhas. Ismay permaneceu em Londres até fevereiro de 1922, quando ingressou no Staff College em Quetta. Ismay se destacou no Staff College, e seu comandante o chamou de "um dos dois melhores, se não o melhor, dos estudantes que passaram por minhas mãos". Em sua tese final no Staff College, Ismay previu corretamente que a próxima guerra européia seria uma guerra total, mas previu incorretamente que a cavalaria continuaria a desempenhar um papel na guerra futura.
Após o Staff College, Ismay tornou-se Vice-Assistente Assistente do Quartel-General do Exército Indiano. Nessa posição, ele trabalhou em estreita colaboração com Claude Auchinleck, iniciando um relacionamento pessoal e profissional de longa data entre os dois. Ismay descobriu que seu trabalho como vice-assistente do Quartermaster General "foi uma experiência valiosa", mas que não a havia desfrutado.

### Serviço na Inglaterra

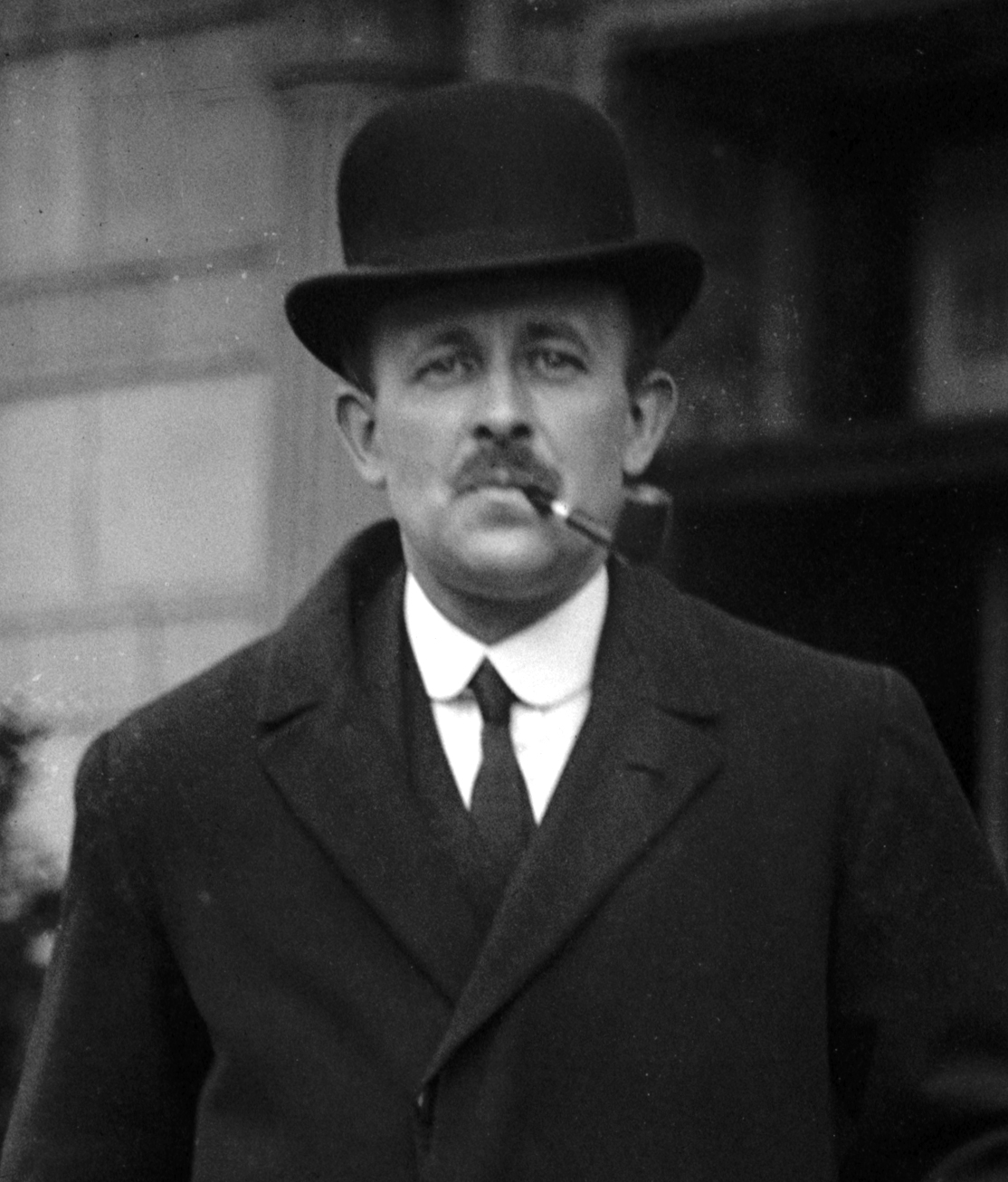
Maurice Hankey, Secretário do Comitê de Defesa Imperial

Em 1924, o vice-marechal aéreo Philip Game sugeriu a Ismay que se candidatasse a uma vaga na RAF Staff College, Andover. Embora Ismay "não desejasse aprender a ser piloto", ele ficou feliz com a oportunidade de retornar à Inglaterra e foi estudar na faculdade. Depois de concluir o programa, ele foi abordado sobre a possibilidade de servir como secretário assistente do Comitê de Defesa Imperial (CID) sob Maurice Hankey. Ismay aceitou de bom grado a posição, começando o trabalho em dezembro de 1925. Nos seis meses entre o término da Staff College e o início do CID, Ismay retornou à Índia e ocupou um cargo na sede do exército indiano em Simla.
Como Secretário Assistente, Ismay dirigiu vários subcomitês do CID, incluindo os de Legislação de Emergência para Censura e Guerra, Principais Oficiais de Suprimentos e Coordenação de Ação Departamental. Como secretário do Comitê para a Coordenação de Ação Departamental, Ismay "foi responsável por garantir que todos os planos e preparativos feitos pelos Departamentos Governamentais ou subcomitês do CID para atender à eventualidade da guerra fossem incorporados em títulos apropriados. um documento conhecido como Livro de Guerra". Essa tarefa acabou consumindo a maior parte do tempo de Ismay como secretário assistente e deu a ele "uma visão excepcional dos caminhos de Whitehall".

Enquanto servia como secretário assistente, Ismay fez amigos importantes e ganhou o apoio de Hankey, por quem ele era "muito valorizado". Em grande parte pela influência de Hankey, Ismay foi nomeado Companheiro da Ordem do Banho na Divisão Civil, uma honra que ele recebeu em 1931.

### Livros
- Overy, Richard (1989). The Road To War. Macmillan. London: [s.n.]
- Beachey, Ray (1990). The Warrior Mullah. Bellew Publishing. London: [s.n.] ISBN 0-947792-43-0. OCLC 60081063
- Churchill, Winston (1948). The Gathering Storm. Houghton Mifflin Company. Col: The Second World War. 2. Boston: [s.n.] OCLC 3025315
- Colville, John (1981). Winston Churchill and His Inner Circle. Wyndham Books. New York: [s.n.] ISBN 0-671-42583-8. OCLC 7283766
- Conekin, Becky (2003). The Autobiography of a Nation: The 1951 Festival of Britain. Manchester University Press. Manchester: [s.n.] ISBN 0-7190-6060-5. OCLC 50783359
- Collins, Larry; LaPierre, Dominique (1975). Freedom at Midnight. Simon & Schuster. New York: [s.n.] ISBN 0-671-22088-8. OCLC 1366307
- Eisenhower, Dwight (1949). Crusade in Europe. William Heinemann 3rd ed. London: [s.n.] OCLC 394251
- Eisenhower, John (1982). Allies: Pearl Harbor to D-Day. Doubleday. Garden City, New York: [s.n.] ISBN 0-385-11479-6. OCLC 7672682
- Gilbert, Martin (1991). Churchill: A Life. Henry Holt and Company. New York: [s.n.] ISBN 0-8050-0615-X. OCLC 24011440
- Ismay, Hastings (1954). NATO: The First Five Years. NATO. [S.l.: s.n.]
- Ismay, Hastings (1960). The Memoirs of General Lord Ismay. Viking Press. New York: [s.n.] ISBN 978-0-8371-6280-5. OCLC 827892
- Ismay, Hastings (1960). The Memoirs of General Lord Ismay. Viking Press. New York: [s.n.] ISBN 978-0-8371-6280-5. OCLC 827892
- Johnson, Franklyn (1980). Defence by Ministry. Holmes & Meier Publisher, Inc. New York: [s.n.] ISBN 0-8419-0598-3. OCLC 5889060
- Jordan, Robert (1967). The NATO International Staff/Secretariat 1952–1957. Oxford University Press. London: [s.n.] OCLC 59029584
- Lamb, Richard (1991). Churchill as War Leader. Caroll & Graff Publishers, Inc. New York: [s.n.] ISBN 0-88184-937-5. OCLC 27340277
- Leahy, William (1950). I Was There. Whittlesey House. New York: [s.n.] OCLC 397109
- Lewin, Ronald (2004). «Hastings Lionel Ismay». In:  Matthew; Harrison. Oxford Dictionary of National Biography. Oxford University Press. 29. Oxford: [s.n.] ISBN 0-19-861379-2. OCLC 226159003
- Naylor, John (1984). A man and an institution. Cambridge University Press. Cambridge: [s.n.] ISBN 0-521-25583-X
- Oxbury, Harold (1985). Great Britons. Oxford University Press. Oxford: [s.n.] ISBN 0-19-211599-5. OCLC 11533077
- Roskill, Stephen (1972). Hankey: Man of Secrets. Collins. 1. London: [s.n.] ISBN 0-00-211330-9. OCLC 226236422
- Roskill, Stephen (1972). Hankey: Man of Secrets. Collins. 2. London: [s.n.] ISBN 0-00-211330-9. OCLC 226236422
- Sainsbury, Keith (1985). The Turning Point. Oxford University Press. Oxford: [s.n.] ISBN 0-19-215858-9. OCLC 10823797
- US Department of State Historical Office (1968). Foreign Relations of the United States: Conferences at Washington, 1941–1942, and Casablanca, 1943. Government Printing Office. Washington, DC: [s.n.] OCLC 1444030
- Wingate, Ronald (1970). Lord Ismay: A Biography. Hutchinson of London. London: [s.n.] ISBN 0-09-102370-X. OCLC 102756

### Artigos
- «Advice on Defence: Imperial Committee in Peace and War». The Times
- «Allied Chiefs with the King». The Times
- «Army writer came close to exposing secrets of D-Day». The Times
- «Atlantic Council Deputies». The Times
- «British Officers Decorated». The Times
- «Cabinet Staff Change». The Times
- «Commodity Markets». The Times
- «Court Circular». The Times
- «Discussions in Ottawa». The Times
- «Dulles Gives Pledge to Save Allied Unity». The Washington Post
- «First Chief of NATO, Lord Ismay, 78, Dies». The Washington Post
- «Franks Rejection of Post Confirmed». The New York Times
- «General Ismay Promoted». The Times
- «House of Lords». The Times
- «Ismay Named Civilian Chief of Atlantic Pact Organization». The New York Times
- «Ismay to Study Service Unity». The Washington Post
- Joffe, Josef (19 de março de 2009). «NATO: Soldiering On». Time. Cópia arquivada em 23 de março de 2009
- «Knighthoods for the Services». The Times
- Leventhal. «A Tonic to the Nation: The Festival of Britain, 1951». Albion. 27
- «Lord Ismay». NATO-Declassified
- «Lord Ismay Appointed». The Times
- «Lord Ismay, Ex-Churchill Aide, Leader in NATO, Is Dead at 78». The New York Times
- «M Spaak to Succeed Lord Ismay». The Times
- MI5. «4 September 2006 releases: Other subjects of Security Service enquiries»
- «Miss Truman at South Bank Exhibition». The Times
- «Mr. Eden at Kremlin». The Times
- «Mr. Eden Sees Marshal Stalin». The Times
- «N.A.T.O. Secretary General». The Times
- «New Viceroy in Delhi». The Times
- «New Years Honours List». The Times
- «News in Brief». The Times
- «Obituary: Lord Ismay». The Times
- «Prime Minister in the United States». The Times
- «Resignation Honours». The Times
- Schorr, Daniel (1º de abril de 2009). «With No Clear Mission, NATO Has Little Power». NPR
- «Scope of 1951 Festival». The Times
- «Secretary Ismay». The Washington Post
- «Sir H. Ismay Promoted». The Times
- «Sir M. Hankey's Successors». The Times
- «The Birthday Honours». The Times
- «The Prime Minister in Canada». The Times
- «The Queen Mary Sails with 15,000 Troops». The Times
- «Who Needs NATO?». NY Times
- «Women's Part in the War». The Times